# Ghanja

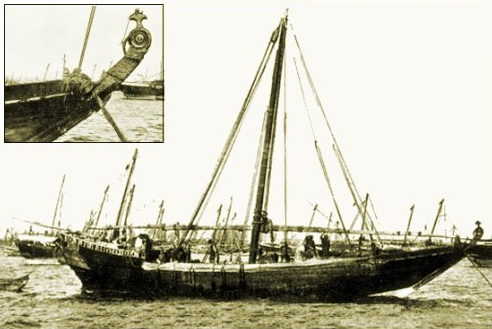
Een ghanja in de haven van Bombay in 1909.

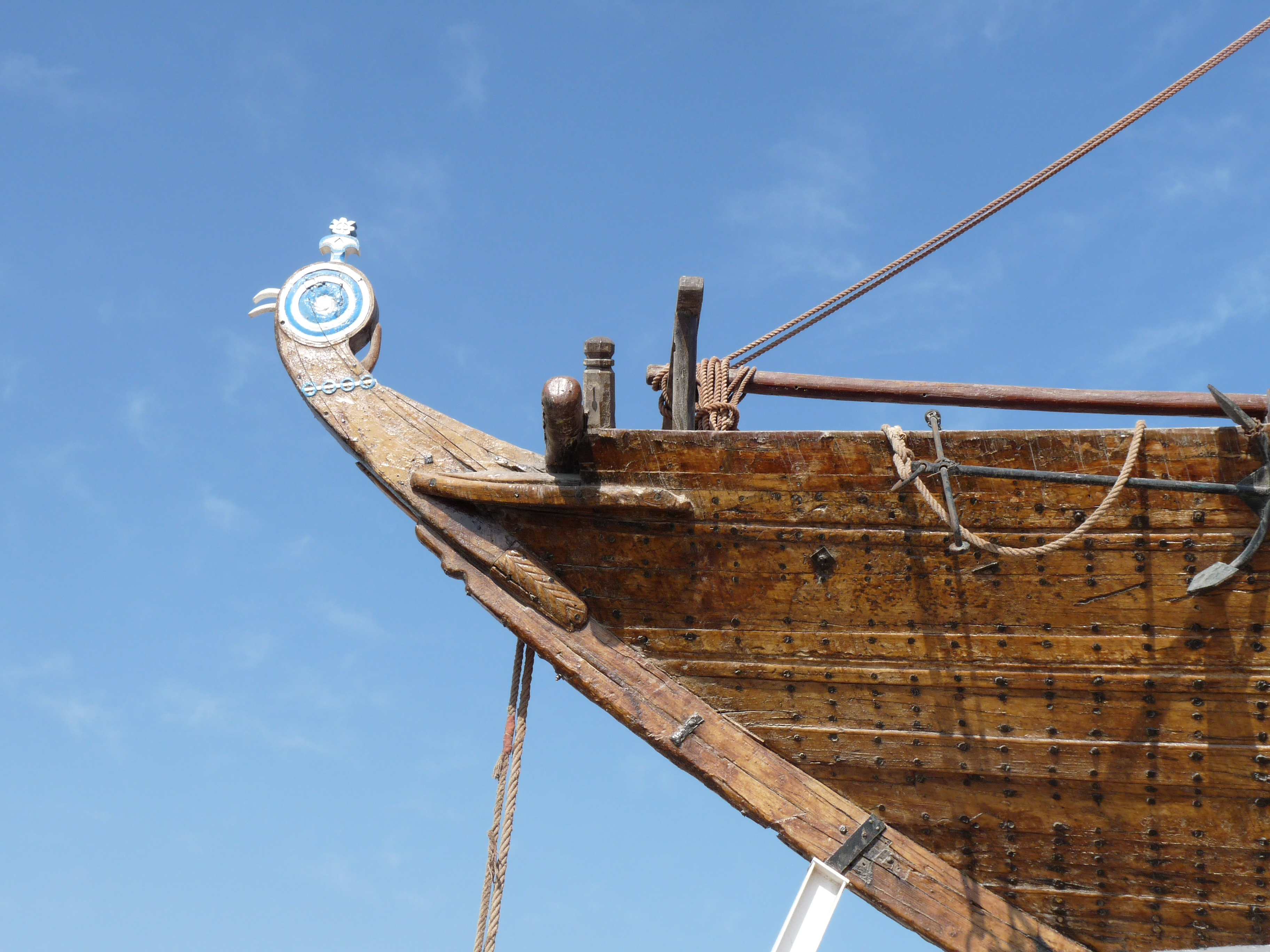
Een ghanja op een droogdok.

Een ghanja (Arabisch: غنجة), in India kotia genoemd, is een grote houten dhow, een traditionele Arabische zeilboot met twee of drie masten. De ghanja werd als piraten- en oorlogsschip, en als vrachtschip gebruikt in de oostelijke Middellandse Zee, de Indische Oceaan en aan de kusten van het Arabisch schiereiland. Ghanja's waren slanker en langer dan andere schepen uit die periode.